# Selenophanes caryatis
Selenophanes caryatis är en fjärilsart som beskrevs av Pierre André Latreille och Jean Baptiste Godart 1824. Selenophanes caryatis ingår i släktet Selenophanes och familjen praktfjärilar. Inga underarter finns listade i Catalogue of Life.